# Gare de Pfaffenthal-Kirchberg
La gare de Pfaffenthal-Kirchberg est une gare ferroviaire de la ville de Luxembourg mise en service le 10 décembre 2017. Elle est localisée au nord du centre-ville dans le quartier de Pfaffenthal, en contrebas du pont grande-duchesse Charlotte et surplombe la rivière Alzette. Elle est exploitée par la Société nationale des chemins de fer luxembourgeois (CFL), tout comme le funiculaire Pfaffenthal-Kirchberg dont la construction est menée conjointement à la gare.

## Situation ferroviaire
Établie à 258 mètres d'altitude, la gare de Pfaffenthal-Kirchberg est située au point kilométrique (PK) 19,100 de la ligne 1 de Luxembourg à Troisvierges-frontière, entre les gares de Luxembourg et Dommeldange.

## Histoire
Le projet de gare et du funiculaire connexe est présenté le 12 septembre 2011 par le ministre Claude Wiseler et s'inscrit dans le cadre de la stratégie pour une mobilité durable (MoDu) du gouvernement. Il a pour objectif de réduire le temps de parcours pour les voyageurs qui se rendent au Kirchberg en leur offrant un accès direct.
Les études d'avant-projet ont lieu entre 2013 et 2014, la loi de financement est votée vers l'été 2014. La construction de la gare débute en mars 2015 par le défrichage du site, y compris pour le funiculaire. Les terrassements débutent en mai.
La construction du bâtiment débuté en mars 2016, pour un coût estimé, funiculaire compris de 96 millions d'euros. La mise en service a lieu le 10 décembre 2017.
L'aménagement de la gare est critiqué par les voyageurs en raison de l'absence de salle d'attente et d'abris de quais protégeant les voyageurs du vent ; si la création d'une salle d'attente est refusée par le ministère de la mobilité qui craint que ce lieu ne soit victime d'actes de vandalismes, la mise en place de protections contre le vent est, en avril 2019, à l'état d'études préliminaires.

## Service des voyageurs

### Accueil
Le passage d'un quai à l'autre s'effectue par une plateforme surplombant les voies, équipée d'ascenseurs et d'escalators, qui donne accès au funiculaire. Un guichet pour les titres de transports nationaux et internationaux se trouve à l'intérieur de la gare.

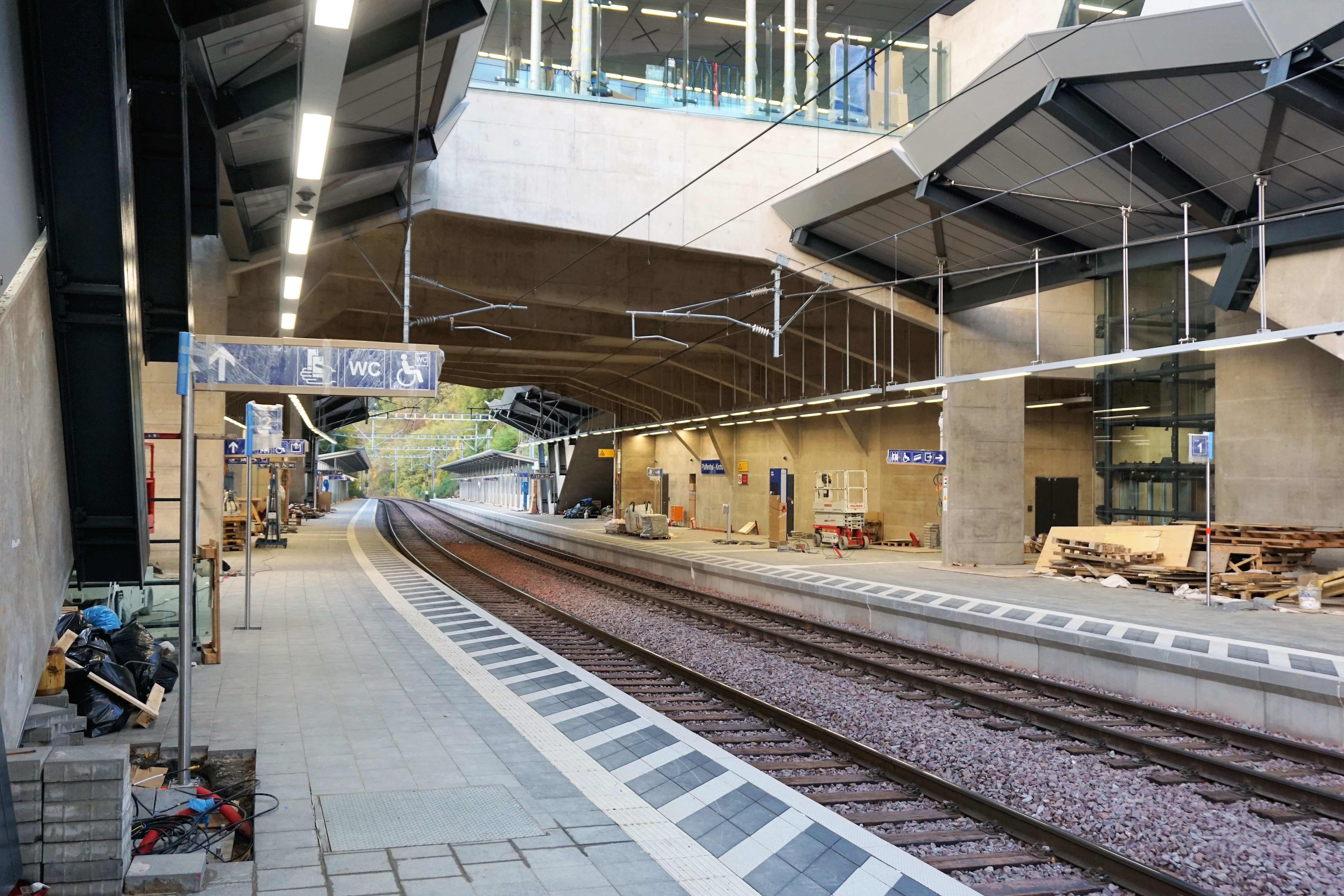
Les quais. Au dessus, le funiculaire.
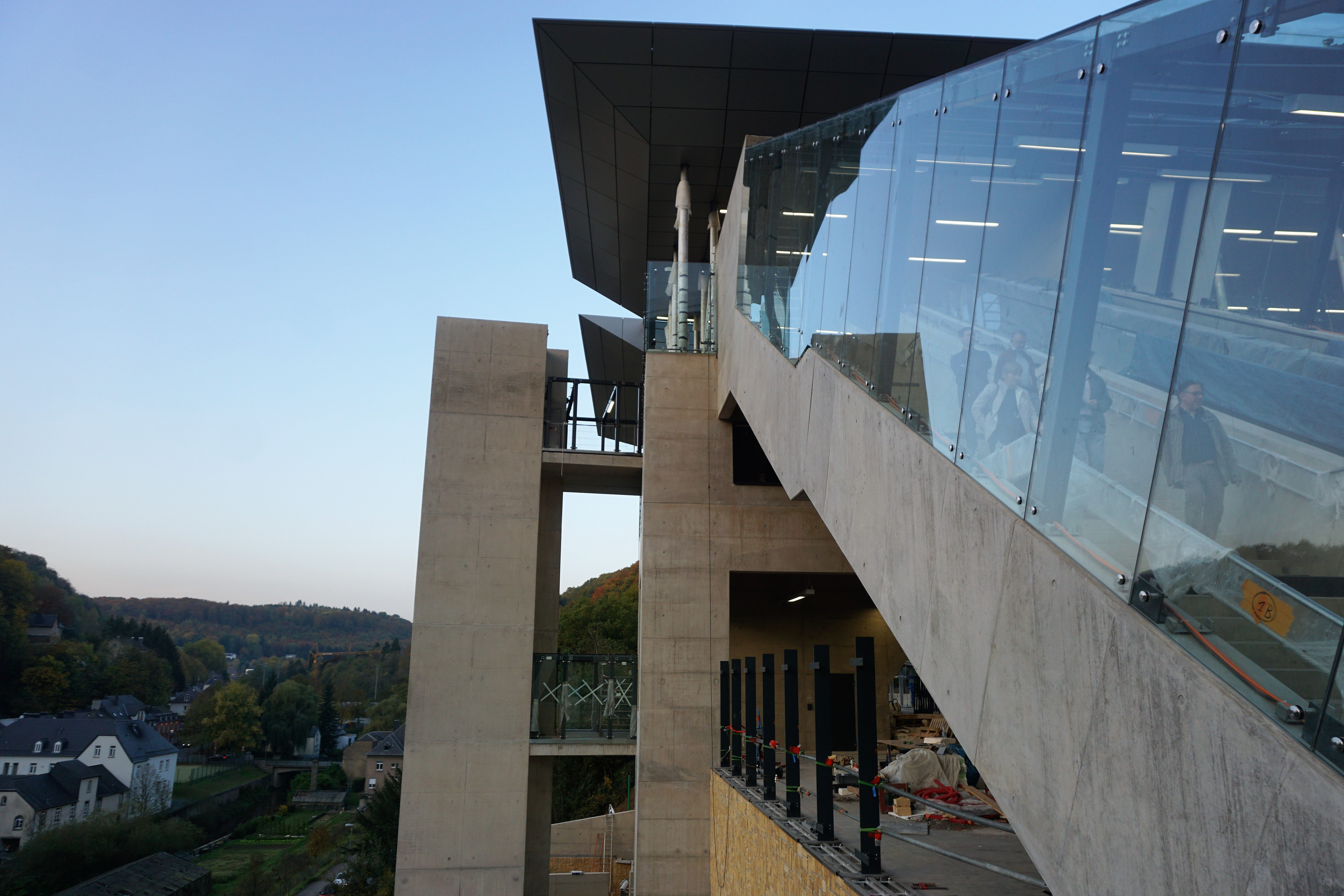
Escalators et ascenseurs.
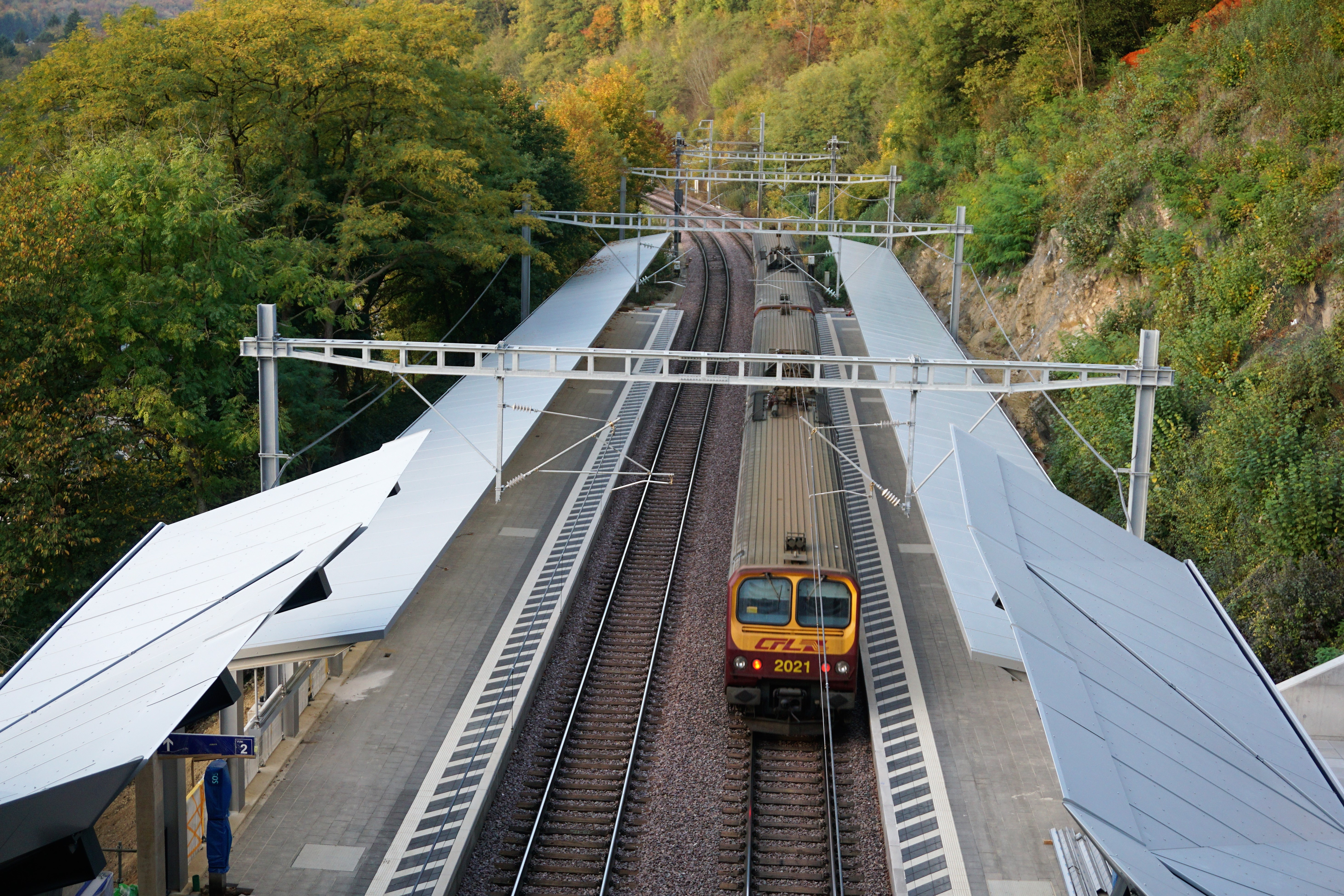
Les quais vu en direction du nord.
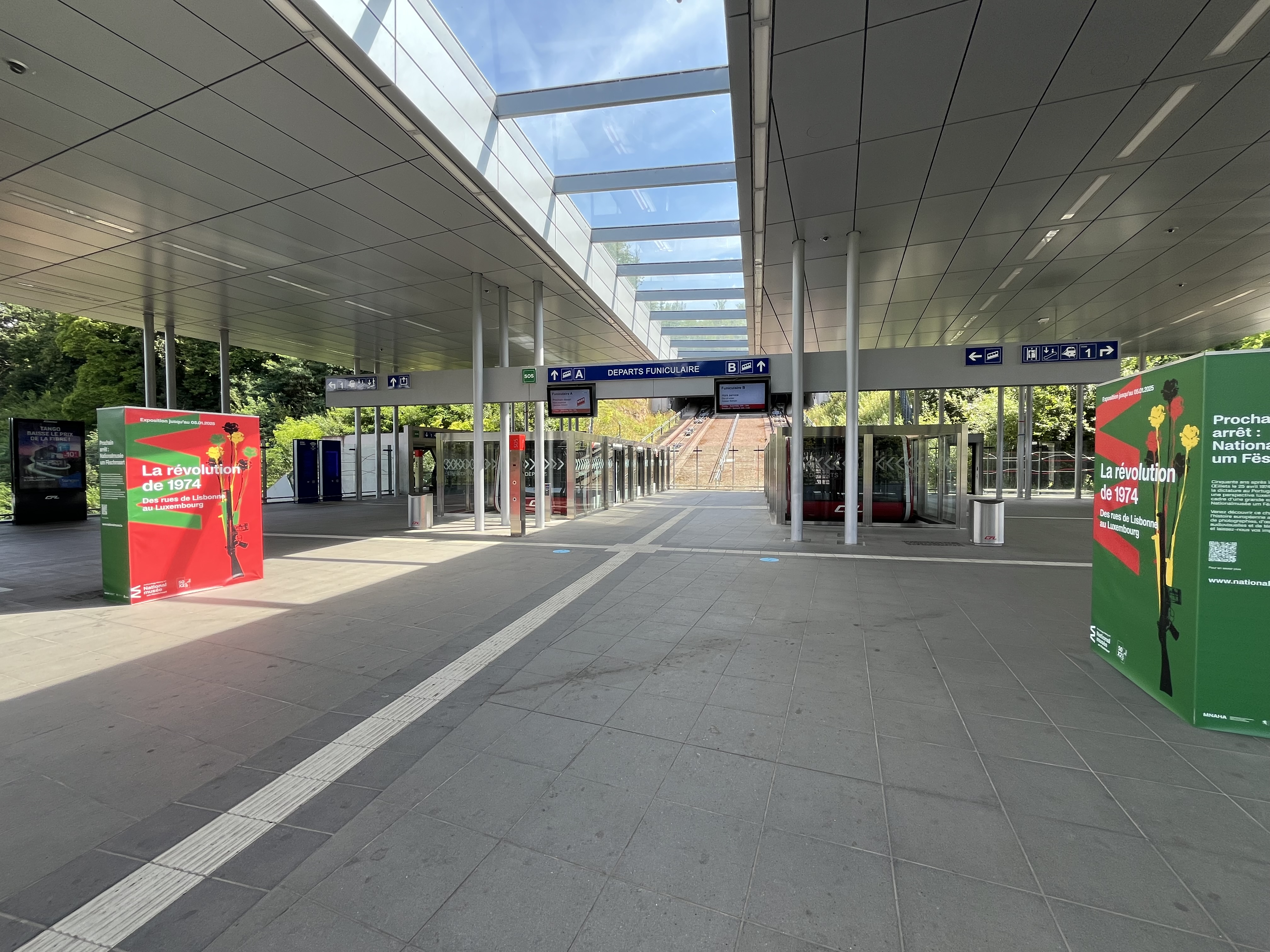
Hall de la gare.

### Desserte
Pfaffenthal-Kirchberg est desservie par des trains InterCity (IC), Regional-Express (RE) et Regionalbunn (RB) qui exécutent les relations suivantes :
- Luxembourg - Ettelbruck - Diekirch - Troisvierges (- Gouvy - Liège-Guillemins - Liers pour les trains IC) ;
- Rodange - Luxembourg - Troisvierges.

La gare voit passer quatre trains par heure et par sens à son ouverture, ce nombre passera à six en 2020 une fois l'extension de la gare de Luxembourg et les travaux en gare de Dommeldange pour le rebroussement des trains achevés,.

### Intermodalité
La gare est desservie par le funiculaire Pfaffenthal-Kirchberg construit conjointement à la gare et qui permet de rattraper le dénivelé avec le quartier du Kirchberg. Le funiculaire permet de faire la correspondance avec la ligne de tramway à la station Rout Bréck — Pafendall située à l'extrémité du pont grande-duchesse Charlotte, qui est aussi un pôle de correspondance avec les lignes 6, 12, 16, 18, 21 et 32, ainsi que les lignes nocturnes CN4 et CN5, des autobus de la ville de Luxembourg et les lignes 110, 111, 112, 201, 211, 221, 811 et 812 du RGTR. En contrebas de la gare, sur le chemin repris 218, se trouve l'arrêt Pfaffenthal Halte CFL des lignes 23 et 26 de ce même réseau d'autobus et, la nuit, la ligne Midnightbus du service « Nightbus ».
La gare possède deux parkings à vélo sécurisés mBox de 16 places chacun, plus un troisième de 46 places au niveau de la station de tramway,.